# Pierre Laboute
Pierre Laboute (* 1942 in Mer (Loir-et-Cher)) ist ein französischer Meeresbiologe, Taucher und Unterwasserfotograf.

## Leben
Laboute unternahm seine ersten Ausflüge in die Meeresumwelt beim Schnorcheln in der Gironde-Mündung. Nach seinem Pflichtdienst bei der Marine wurde er Berufstaucher bei der Societé Generale de Travaux Maritimes at Fluviaux (SOGETRAM) und später beim Office de la Recherche Scientifique et Technique d’outre-Mer (ORSTOM), wo er 1965 auf der Insel Nosy Be in Madagaskar seine Karriere begann. 
Nach seiner Forschungsarbeit im Indischen Ozean führten ihn seine Einsätze in den Pazifik. In den Zeiträumen 1971 bis 1982 sowie 1986 bis 1990 reiste er mehrfach nach Neukaledonien. Die Jahre 1982 bis 1986 verbrachte er in Französisch-Polynesien, wo er regelmäßig mehrere Atolle aufsuchte. Von 1996 bis 2002 arbeitete er für das Institut de recherche pour le développement (IRD) in Neukaledonien, wo er ein eigenes Tauch- und Meeresberatungsunternehmen gegründet hatte. 
Laboute hat als Autor oder Mitautor zahlreiche wissenschaftliche Publikationen verfasst. Er produzierte mehrere populärwissenschaftliche Bücher, die sich sowohl an die breite Öffentlichkeit als auch an Wissenschaftler wenden, darunter Poissons de Nouvelle Calédonie et des nouvelles Hébrides mit Pierre Fourmanoir im Jahr 1976, Guide sous-marin de Nouvelle-Calédonie mit Yves Magnier im Jahr 1978 sowie Nouvelle Calédonie: Le plus beau lagon du monde mit Michel Feuga und René Grandperrin im Jahr 1991. 
Laboute unternahm zahlreiche Expeditionen in drei Ozeane. Er wirkte an den ersten französischen Tauchgängen in den Gewässern vor dem Adélieland mit und wurde von Luc Besson als technischer Berater bei den Aufnahmen in Neukaledonien und im Indischen Ozean für den Dokumentarfilm Atlantis aus dem Jahr 1991 engagiert. 
2018 veröffentlichten Laboute und Philippe Borsa einen Bericht über Nachweise von Omurawalen vor Nosy Be in den Jahren 1991 bis 1995, 1998 und 2000, einschließlich Fotos einer Ansammlung von einem Dutzend Walen, die im November 1994 in 40 bis 80 m Wassertiefe bei 13° 26' S, 48° 05' O gesichtet wurden.
Laboute gehört zu den Erstbeschreibern der Arten Lentipes rubrofasciatus Maugé, Marquet & Laboute, 1992, Sicyopterus caudimaculatus Maugé, Marquet & Laboute, 1992 und Smilosicyopus bitaeniatus (Maugé, Marquet & Laboute, 1992).

## Dedikationsnamen
Nach Pierre Laboute sind die Arten Verconia laboutei (Rudman, 1986), Etisus laboutei Crosnier, 1987, Doris laboutei (Á.Valdés, 2001), Pteroeides laboutei d’Hondt, 1984, Biemna laboutei Hooper, 1996, Suberea laboutei Bergquist, 1995, Hexagonalia laboutei Galil, 1997, Sundaya laboutei Cecalupo & Perugia, 2017, Stolonica laboutei (Monniot C., 1988), Cirrhilabrus laboutei Randall & Lubbock, 1982, Echinochalina laboutei Hooper & Lévi, 1993, Pteronisis laboutei (Bayer & Stefani, 1987), Turbonilla laboutei Peñas & Rolán, 2010, Colobomolgus laboutei Humes & Stock, 1973, Hydrophis laboutei Rasmussen & Ineich, 2000, Citorclinum laboutei Monniot F. & Millar, 1988, Synoicum laboutei Monniot F. & Monniot C., 2006 und Eudistoma laboutei Monniot F. & Monniot C., 2006 benannt.

## Schriften
- Jean-Claude Nourault, Paul Ginther, Sheila Ribaud: Les Comores (nur Fotos), 1972
- mit Pierre Fourmanoir: Poissons de Nouvelle Calédonie et des nouvelles Hébrides, 1976
- mit Yves Magnier: Guide sous-marin de Nouvelle-Calédonie, 1978
- Philippe Godard: L’île la plus proche du paradis, 1982 (nur Fotos)
- mit Jean-Louis Menou und Alain Guille Guide des étoiles de mer, oursins et autres échinodermes de lagon de Nouvelle-Calédonie, 1986
- mit Bertrand Richer de Forges und Jean-Louis Menou: La campagne MUSORSTOM V aux îles Chesterfield, N.O. “Coriolis” (5–24 octobre 1986), 1986
- mit Bertrand Richer de Forges: Le Volcan sous-marin Mac Donald, Archipel des îles Australes: nouvelles observations biologiques et géomorphologiques, 1986
- mit André Intes und Martin Temeharmeharii Coeroli: Le Stock naturel de nacre, Pinetada margaritifera L. dans l’atoll de Scilly: archipel de la Société, Polynésie française, 1986
- mit Bertrand Richer de Forges und René Grandperrin: La campagne Chalcal II sur les guyots de la ride de Norfolk: (N.O. “Coriolis” 26 octobre – 1er novembre 1986), 1987
- mit Jacques Clavier: Connaissance et mise en valeur du lagon nord de Nouvelle Calédonie: premiers résultats concernant le bivalve pectinidé Amusium japonicum balloti (étude bibliographique, estimation de stock et données annexes), 1987
- Mission d’observations halieutiques sur le palangrier japonais “FUKUJU-MARU” du 21 novembre au 12 décembre 1988, 1989
- mit Bertrand Richer de Forges: La campagne MUSORSTOM VI sur la ride des îles Loyauté: N.O. "Alis", du 12 au 26 février 1989. O.R.S.T.O.M. (Agency: France). 1989
- mit Pascal Douillet, Georges Bargibant und Christian Hoffschir: Mesures de courant, de marée et de vent dans le lagon sud-ouest de Nouvelle Calédonie: 1ére partie: octobre 1988 à juillet 1989,  Institut francais de recherche scientifique pour le développement en coopération Centre de Noumea, 1989
- mit René Grandperrin und Renaud Pianet: Campagne “AZTEQUE” de chalutage de fond au sud-est de la Nouvelle Calédonie (N.O. “ALIS”, du 12 au 16 février 1990), 1990
- mit Jacques Clavier und Yves Lefort: Connaissance et mise en valeur du lagon nord de Nouvelle Calédonie: campagne d’échantillonnage du stock d’Amusium japonicum balloti du 14 au 25 mai 1990, 1990
- mit Michel Feuga und René Grandperrin Le plus beau lagon du monde – Nouvelle-Calédonie, 1991
- mit Claude Monniot und Françoise Monniot: Coral reef ascidians of New Caledonia, 1991
- mit Jaques Bonvallot, Francis Rougerie und Emmanuel Vigneron: Les atolls des Tuamotu, 1994
- mit Bertrand Richer de Forges: La faune de profondeur des îles Marquises, 1998
- mit Claude Lévi, Pierre Laboute, Georges Bargibant und Jean-Louis Menou: Sponges of the New Caledonian lagoon, 1998
- mit René Grandperrin: Guide des Poissons de Nouvelle-Caledonie, 2000
- mit Philippe Bouchet, Virginie Heros, Arnaud Le Goff, Pierre Lozouet und Bertrand Richer de Forges: Atelier biodiversité: Lifou 2000, grottes et récifs coralliens, 2001
- mit Ivan Ineich: Les serpents marins de Nouvelle-Calédonie, 2002
- mit Bertrand Richer de Forges: Lagons et récifs de Nouvelle-Calédonie, 2004
- mit Douglas Fenner, Emmanuel Tardy, Maël Imirizaldu, Sheila A. McKenna, Claire Garrigue, Marc Oremus, Antoine Wickel: Rapid Marine Biodiversity Assessment of the Northeastern Lagoon from Touho to Ponérihouen, Province Nord, New Caledonia, 2010
- mit Ronald Fricke et al.: Checklist of the marine and estuarine fishes of Madang District, Papua New Guinea, western Pacific Ocean, with 820 new records, 2014